# Sociedade Esportiva Palmeiras
Sociedade Esportiva Palmeiras je brazilský fotbalový klub, sídlící ve městě São Paulo. Byl založen v roce 1914 italskými přistěhovalci pod názvem Palestra Italia.
V roce 1942 se musel přejmenovat na Palmeiras, protože Itálie byla nepřátelským státem. Palmeiras je devítinásobným mistrem Brazílie, což je nejvíc v historii Campeonato Brasileiro Série A. V roce 2013 se po ročním pobytu v druhé lize vrátil do nejvyšší soutěže. Palmeiras mají údajně více než 12 milionů příznivců.

## Historie
Klub Palmeiras byl založen jako Palestra Italia italskými přistěhovalci dne 26. srpna 1914. U jeho zrodu stáli Luigi Cervo, Luigi Marzo, Vicente Ragognetti a Ezequiel Simone, kteří netoužili přidat se ke stávajícím celkům, a tak založili svůj vlastní. V lednu 1915 sehráli první utkání s týmem Savoia a vyhráli 2–0. O rok později byl klub přijat mezi ligové týmy brazilské fotbalové soutěže Paulistão.
Druhá světová válka a nepřátelství mezi státy Itálie a Argentiny donutily klub změnit název na stávající Sociedade Esportiva Palmeiras v roce 1942. Na konci 40. let se Palmeiras pyšnily 12 domácími tituly, další dekádu ale opanoval rival ze Santosu. V roce 1951 opanovali Palmeiras mezinárodní šampionát (Copa Rio), když ve finálovém dvojzápase zdolali italský Juventus Turín po výsledcích 1–0 a 2–2. Roku 1959 ukončil tým devítileté čekání na domácí trofej. Od roku 1962 se přestalo klubu dařit, hvězdy José Altafini a Chinesinho odešli do Itálie a peníze z jejich prodeje šly na zaplacení renovace stadionu. Objevila se však jiná hvězda – Ademir da Guia, který nastupoval za Palmeiras v letech 1962–1977, přičemž s týmem zvítězil v brazilské lize v roce 1972 a roce 1973 a celkově přispěl k zisku 11 pohárů. Palmeiras dostali přezdívku Akademie (A Academia). Avšak 60. léta patřila hlavně Pelému a Santosu.
Po úspěchu v roce 1976 (domácí titul v Campeonato Paulista) si klub musel na další trofej počkat celých 17 let. Roku 1993 čekání skončilo, v rozhodujícím klání zdolali Palmeiras rivala Corinthians. V tomto období za Palmeiras nastupovali hráči jako Roberto Carlos, César Sampaio, Mazinho, Zinho, Edílson, Edmundo nebo Evair. Roku 1994 tým doplnil Rivaldo a pomohl k oběma pohárům v tomto roce. Finálovou obětí se stali opět Corinthians. Campeonato Paulista byla opanována též roku 1996, roku 1997 následoval příchod trenéra Luize Felipe Scolariho a tým okolo plejmejkra Alexe a útočníka Paula Nunese nejen vyhrál domácí soutěž, ale také Copu Libertadores v roce 1999.

## Rivalita s Corinthians
Palmeiras, ve svých začátcích nazývané Palestra Itália, se poprvé utkalo s Corinthians 6. května 1917. Ačkoliv byl jejich soupeř aktuálním mistrem, zkušenější, a držel sérii 25 duelů za sebou bez porážky, díky hattricku Caetana doma Palmeiras zvítězilo 3:0. Se svým soupeřem a budoucím rivalem prohráli fotbalisté Palmeiras až napošesté, a to 3. května 1919. Od té doby se tyto kluby střetly více než 330krát. Nejlepším střelcem v zápasech proti Corinthians je Hector se 14 góly.
Jednou z nejvyšších výher jednoho klubu nad druhým byla výhra Palmeiras nad Corinthians 8:0 dne 5. listopadu 1933, která se připočetla do série Palmeiras v derby bez prohry. Mezi květnem 1930 a srpnem 1934 totiž Palmeiras s Corinthians neprohrálo a Corinthians tento počin nevyrovnali. V dubnu 1937 se napříč třemi duely mělo přímo rozhodnout o mistrovi São Paula a jako vítězové z toho vzešlo Palmeiras. V roce 1954 město slavilo 400 let od svého založení a již tak sledované klání nabralo další úroveň. Corinthians potřebovali dne 5. února 1955 pouhou remízu, aby dosáhli titulu (título do quarto centenário). Po trefě Luizinha (Palmeiras) stačil vyrovnat na 1:1 Nei (Corinthians), skóre se poté již neměnilo. Pro Corinthians to byl ale poslední titul mistra po následujících 22 let.
Pro Corinthians neslavné období ztížilo Palmeiras venkovní výhrou 22. prosince 1974 za účasti 120 tisíc diváků na Estadio Morumbi. Ročník 1982 už opanovali São Paulo zase Corinthians a na své cestě zdolali Palmeiras poměrem 5:1, pod čímž se třemi góly podepsal Walter Casagrande. V roce 1993 došlo na další přímou dvojzápasovou konfrontaci o prvenství v São Paulu. Corinthians zásluhou gólu Violy vyhráli 1:0, v domácí odvetě tak Palmeiras s hráči jako Edmundo, Evair, Edílson nebo Zinho potřebovalo jakkoliv vyhrát (bez ohledu na skóre), aby se prodlužovalo. Palmeiras ukončili takřka 17 let trvající éru bez trofejí (od titulu v roce 1976) výhrou 3:0 v základní hrací době zásluhou gólů Zinha, Evaira a Edílsona, v prodloužení pak dokonal úspěch Evair druhým gólem z penalty. Následující rok (1994) pak Palmeiras vyhrálo celobrazilskou ligu, ve finále hraném na dvě utkání se třemi góly předvedl Rivaldo.
Oba celky na sebe narazily ve čtvrtfinále Poháru osvoboditelů v roce 1999. Corinthians vypadli po penaltovém rozstřelu, zatímco Palmeiras dosáhlo finále. V tom přehrálo kolumbijský klub América de Cali a poprvé v této soutěži triumfovalo. Obdobný scénář se posléze opakoval v dalším ročníku, v semifinále. Palmeiras opět uspělo v penaltách, poté co Marcelinho Carioca svůj kop proti Marcosovi neproměnil. Ve finále ale Palmeiras neobhájilo a padlo s argentinským celkem Boca Juniors.

## Úspěchy

### Domácí
- Campeonato Brasileiro Série A (12): 1960, 1967, 1967, 1969, 1972, 1973, 1993, 1994, 2016, 2018, 2022, 2023
- Brazilský pohár (4): 1998, 2012, 2015, 2020
- Copa dos Campeões (1): 2000
- Supercopa do Brasil (1): 2023
- Torneio Rio-São Paulo (5): 1933, 1951, 1965, 1993, 2000
- Campeonato Paulista (25): 1920, 1926, 1927, 1932, 1933, 1934, 1936, 1940, 1942, 1944, 1947, 1950, 1959, 1963, 1966, 1972, 1974, 1976, 1993, 1994, 1996, 2008, 2020, 2022, 2023, 2024

### Mezinárodní
- Pohár osvoboditelů (3): 1999, 2020, 2021
- Copa Rio (1): 1951
- Copa Mercosur (1): 1998
- Recopa Sudamericana (1): 2022

## Známí hráči
| - Ademir da Guia - Alfredo Mostarda - Antônio Carlos Zago - Baldocchi - Cafu - César Maluco - César Sampaio - Deyverson - Djalma Santos - Djalminha - Edmundo - Émerson Leão - Endrick Felipe - Estevão Willian - Euller - Evair - Felipe Anderson - Felipe Melo - Gabriel Jesus - Jair da Rosa Pinto - Jorge Mendonça - Jorginho Putinatti | - Julinho - Júnior - Leivinha - Luís Pereira - Marcos - Mazinho - Mirandinha - Oséas - Rivaldo - Roberto Carlos - Roque Júnior - Vavá - Zé Roberto - Zequinha - Zinho - José Altafini - Luis Artime - Yerry Mina - Francisco Arce - Gustavo Gómez - Jorge Valdivia |